# Orectochilus agilis
Orectochilus agilis là một loài bọ cánh cứng trong họ van Gyrinidae. Loài này được Sharp miêu tả khoa học năm 1884.